# Hlohovské knížectví
Hlohovské knížectví (polsky Księstwo Głogowskie, německy Herzogtum Glogau) bylo jedním ze slezských knížectví v Dolním Slezsku. Jeho hlavní město bylo Hlohov (polsky Głogów). Vzniklo roku 1178 při dělení Vratislavského knížectví pro Konráda Lehkonohého, nejmladšího syna Vladislava II. Vyhnance. Po Konrádově smrti mezi lety 1180 až 1190 se znovu spojilo s Vratislavským knížectvím pod vládou Boleslava I.
Po smrti Jindřicha II. Pobožného v bitvě u Lehnice roku 1241 rozdělili jeho synové Vratislavské knížectví mezi sebe. Konrád I., který byl ještě dítě při otcově smrti si nárokoval také díl a roku 1251 obdržel od svého bratra Boleslava II. Tlustého Hlohovsko.
Pod vládou Konrádova syna Jindřicha III. se knížectví začalo ještě více dělit a zmenšovat. Roku 1274 se oddělilo Stínavské knížectví a Zaháňské knížectví, a roku 1312 se oddělilo Olešnické knížectví.

## Dějiny

### Pod českou vládou
Po smrti Přemysla II. roku 1331 se knížectví stalo lénem Českého království (od roku 1348 České koruny). Roku 1368 Karel IV. knížectví rozdělil, s tím, že jednu polovinu si ponechal přímo a druhou udělil lénem Jindřichu V. Železnému ze Zaháně. Po smrti Jindřicha XI. vymřela celá hlohovská linie Piastovců a počaly spory o následnictví mezi Janem II. Zaháňským a braniborským markrabím Albrechtem Achillem. V důsledku těchto sporů byla severní část Hlohovska připojena k Braniborské marce, zatímco jižní část obsadil Matyáš Korvín (jako český král) a knížetem udělal svého syna Jana Korvína.
Král Vladislav Jagellonský se po Matyášově smrti dostal roku 1490 i na uherský trůn a tak Jana Korvína donutil k vzdání slezských knížectví (1491), za což mu daroval panství v Uhrách. Hned vzápětí ale Hlohovsko dal do zástavy svému bratru Janu I. Olbrachtovi, aby ho „odškodnil“ za to, že se nedostal na uherský trůn a musí čekat na trůn polský. Jan se ale následující rok stal polským králem, nicméně slezských území se stejně nevzdal. Roku 1499 dal Vladislav ze stejných důvodů Hlohovsko do zástavy dalšímu svému bratru Zikmundovi I. Starému, který byl dokonce jmenován správcem celého Slezska (1504) – opět jen do doby, než stane polským králem, což zase nebylo dodrženo. Teprve roku 1508 se Zikmund tohoto knížectví de iure vzdal. Hlohovsko nadále bylo už bezprostředním majetkem České koruny, ještě mezi 1632–1634 zastavěné císařskému vojevůdci Albrechtu z Valdštejna.

### V rámci Pruska
Pod přímou správou habsburských císařů (jakožto českých králů) pak zůstalo až do roku 1742, kdy bylo po prohrané První slezské válce postoupeno Prusku. Ani další dvě války o toto území už na pruském záboru nic nezměnily. V rámci Pruska pak knížectví trvalo až do roku 1815; poté splynulo s nově vytvořenou Provincií Slezsko (Provinz Schlesien).

## Hlohovská knížata
- 1177–1180/1190: Konrád Lehkonohý
  - část Vratislavského knížectví do 1241
- 1251 (1241?)–1274: Konrád I.
- 1274–1309: Jindřich III.
- 1309–1331: Přemysl
  - 1331 knížectví poddáno českému králi
- 1342–1369: Jindřich V. Železný
  - 1368: rozděleno mezi Zaháňsko Čechy
- 1369–1393: Jindřich VI. Starší
- 1369–1395: Jindřich VII. Rumpold
- 1369–1378, 1395-1397: Jindřich VIII. Vrabec
- 1397–1401: Ruprecht I. Lehnický
- 1401–1412/1413: Jan I. Zaháňský
- 1401–1467: Jindřich IX. Starší
- 1412/1413–1417/1418: Václav z Krosna Odrzańského
- 1412/1413–1423: Jindřich X. Mladší
- 1467–1476: Jindřich XI. Hlohovsko-Krosenský
  - celé knížectví přímo součástí Českého státu
- 1476–1488 Jan II. Šílený
  - 1482: severní část prodána Braniborsku
- 1488–1504: Jan Korvín jako Jan II. Hlohovský
  - 1491–1496: zástava Jana I. Olbrachta
  - 1499–1506: zástava Zikmunda I. Starého